# Lapplands jägarregemente
Lapplands jägarregemente – jeden z pułków piechoty szwedzkiej. Istniał w latach 1975–2000. Stacjonował w mieście Kiruna.
Nazwę zaczerpnął od nazwy regionu Laponia (szw. Lappland). Jego motto brzmiało: Friska tag, zaś od 1984 marszem pułkowym był "Friska tag". Jego barwami były: zielony i srebrny.
W pułku służył m.in. Fredrik Reinfeldt – premier Szwecji od 2006.